# Wielka Sucha Dolina

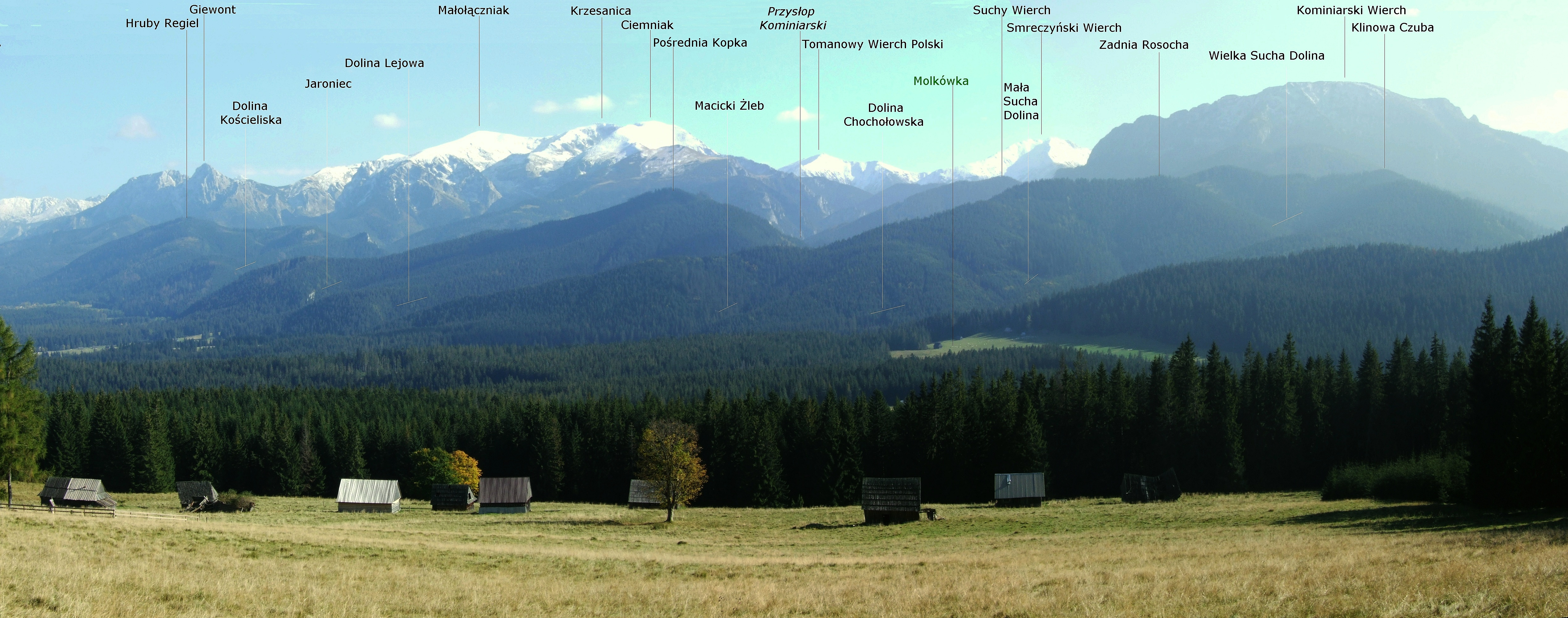
Widok z polany Koszarzyska

Wielka Sucha Dolina – orograficznie prawa odnoga Doliny Chochołowskiej w polskich Tatrach Zachodnich. Ma wspólny wylot z Małą Suchą Doliną. Znajduje się on zaraz powyżej Siwej Polany, na wysokości 935 m n.p.m. Wielka Sucha Dolina biegnie w południowym kierunku, w górnej części zakręca na wschód i podchodzi pod przełęcz Lejowe Siodło (1245 m). Ma jedną odnogę – Rosochowaty Żleb odchodzący od jej dolnej części w południowo-wschodnim kierunku. Oddzielone są od siebie bocznym ramieniem odchodzącym od Zadniej Rosochy. Zarówno głównym ciągiem Wielkiej Suchej Doliny, jak i Rosochowatym Żlebem spływają niewielkie potoki.
Wielka Sucha Dolina jest całkowicie porośnięta lasem i nie prowadzi nią żaden szlak turystyczny.